# ARA Veinticinco de Mayo (C-2)
L'ARA Veinticinco de Mayo fu un incrociatore pesante della Armada de la República Argentina.

## Storia
L'ARA Veinticinco de Mayo (C-2), in italiano "Venticinque maggio", fu così chiamato per la data della Rivoluzione di Maggio del 1810. Il motto della nave è "Giuriamo di morire con gloria" ("Juremos con Gloria Morir", in spagnolo). L'incrociatore è stato costruito in Italia, nel cantiere genovese della Foce, dalla società OTO Melara SpA. Come per l'Almirante Brown, la bandiera argentina fu issata sulla nave a partire dal 5 luglio 1931, mentre la nave si trovava ancora in Italia. Il 27 luglio 1931, le due navi partirono per l'Argentina, dove arrivarono il 15 settembre successivo.
Nel giugno 1935, l'incrociatore accompagnò il politico José Carlos de Macedo Soares a Rio de Janeiro. Durante la guerra civile spagnola, partì in missione per proteggere i cittadini argentini residenti nella penisola iberica ed effettuò pattugliamenti lungo la costa spagnola. Lasciò il porto di Puerto Belgrano l'8 agosto 1936 e arrivò nella città repubblicana di Alicante il 22 agosto 1936. L'equipaggio della nave fornì aiuti umanitari agli argentini e agli spagnoli, ma prese parte a una sola battaglia; alla fine di ottobre 1936, il porto fu bombardato dall'aviazione falangista del dittatore Francisco Franco e l'incrociatore aprì il fuoco per proteggere la nave sovietica Kursk, che trasportava merci, tra cui aerei da combattimento Polikarpov I-16 e bombe aeree, al Fronte Popolare spagnolo. Rientrò poi in Argentina il 14 dicembre 1936.
Dal febbraio al gennaio 1937, come la nave gemella Almirante Brown, navigò nel Pacifico e fece scalo nei porti di Valparaiso e Callao. Nello stesso anno, ha partecipato alla visita ufficiale a Rio de Janeiro per il ritorno del Presidente argentino Agustín Pedro Justo. All'inizio del 1938, l'incrociatore partì per una missione a Montevideo, dove tornò nel 1940. Durante tutti questi anni, l'incrociatore ha partecipato a tutte le esercitazioni e gli addestramenti della flotta.
Dal febbraio 1944 al 1945, la nave fu messa in bacino di carenaggio per il rifacimento dello scafo. In seguito, la nave partecipò a diverse prove in cui dimostrò di poter raggiungere una velocità massima di 32 nodi. Nel maggio 1945, dopo la firma della resa tedesca, partecipò anche alla ricerca dei suoi sottomarini 23 nell'Atlantico meridionale, ma senza successo. Dal 1947 al 1948, l'incrociatore fu inviato in Antartide con l'Almirante Brown, prima di essere trasferito a compiti di mantenimento della pace.
In seguito all'acquisto di incrociatori americani e britannici da parte della Marina argentina, l'attività della Veinticinco de Mayo diminuì rapidamente. Sebbene partecipasse ancora a diverse esercitazioni ufficiali della flotta argentina, la nave fu messa in disarmo nel 1954 e il suo equipaggio fu trasferito sulla Almirante Brown. Nel 1959 la nave fu offerta alla riserva e fu radiata dalla flotta argentina un anno dopo, il 31 luglio 1960, poco dopo essere stata messa in vendita. Il 2 marzo 1962, la nave fu venduta a una società privata e poi rimorchiata in Italia dove fu demolita.